# Сосново-дубові насадження (виділ 2)
«Сосново-дубові насадження» — ботанічна пам'ятка природи місцевого значення. Пам'ятка природи розташована на території Бородянського району Київської області, Пісківська селищна рада, має площу 7,1 га. 
Пам’ятка розташовується на землях Пісківської селищної ради Бородянському районі на території Тетерівського лісництва ДП «Тетерівське лісове господарство» – квартал 63, виділ 2.
Об’єкт створено рішенням виконкому Київської обласної ради народних депутатів № 524 від 19.08.1968 р.
Змішані насадження природного походження віком орієнтовно
130 років.